# نادي سيمين بادانغ
نادي سيمين بادانغ هو نادي كرة قدم إندونيسي مقره في مدينة بادانغ، إندونيسيا. يلعب الفريق في الدوري الممتاز وتأسس في سنة 1980.